# 庞塔诺小堂
庞塔诺小堂（Cappella dei Pontano）是一座文艺复兴风格的小圣堂，位于意大利那不勒斯市中心的法庭街（Via Tribunali），就在彼得拉桑塔圣母堂（Santa Maria Maggiore alla Pietrasanta）的正面左侧，遮盖了圣母堂立面的左下部。

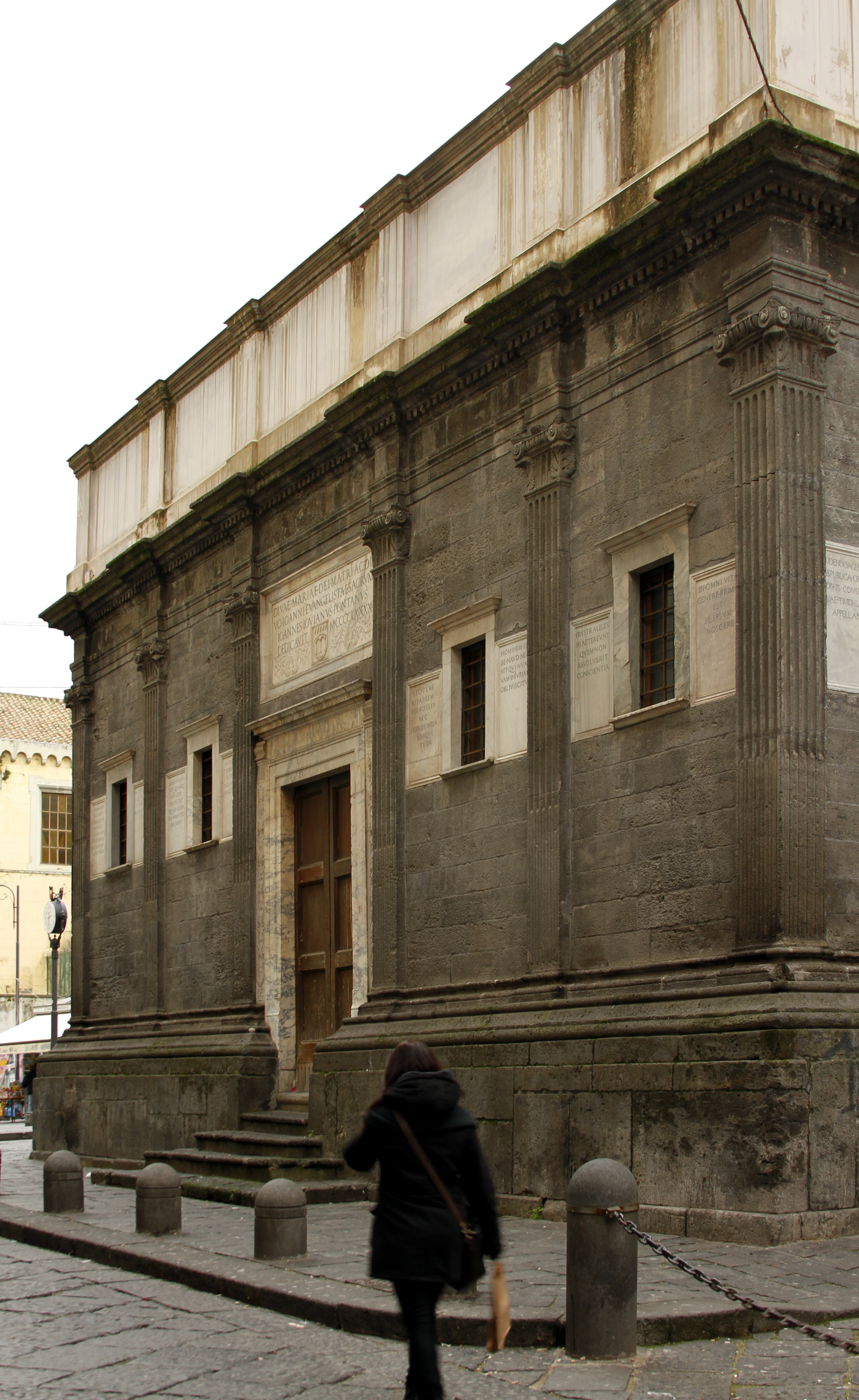
庞塔诺小堂

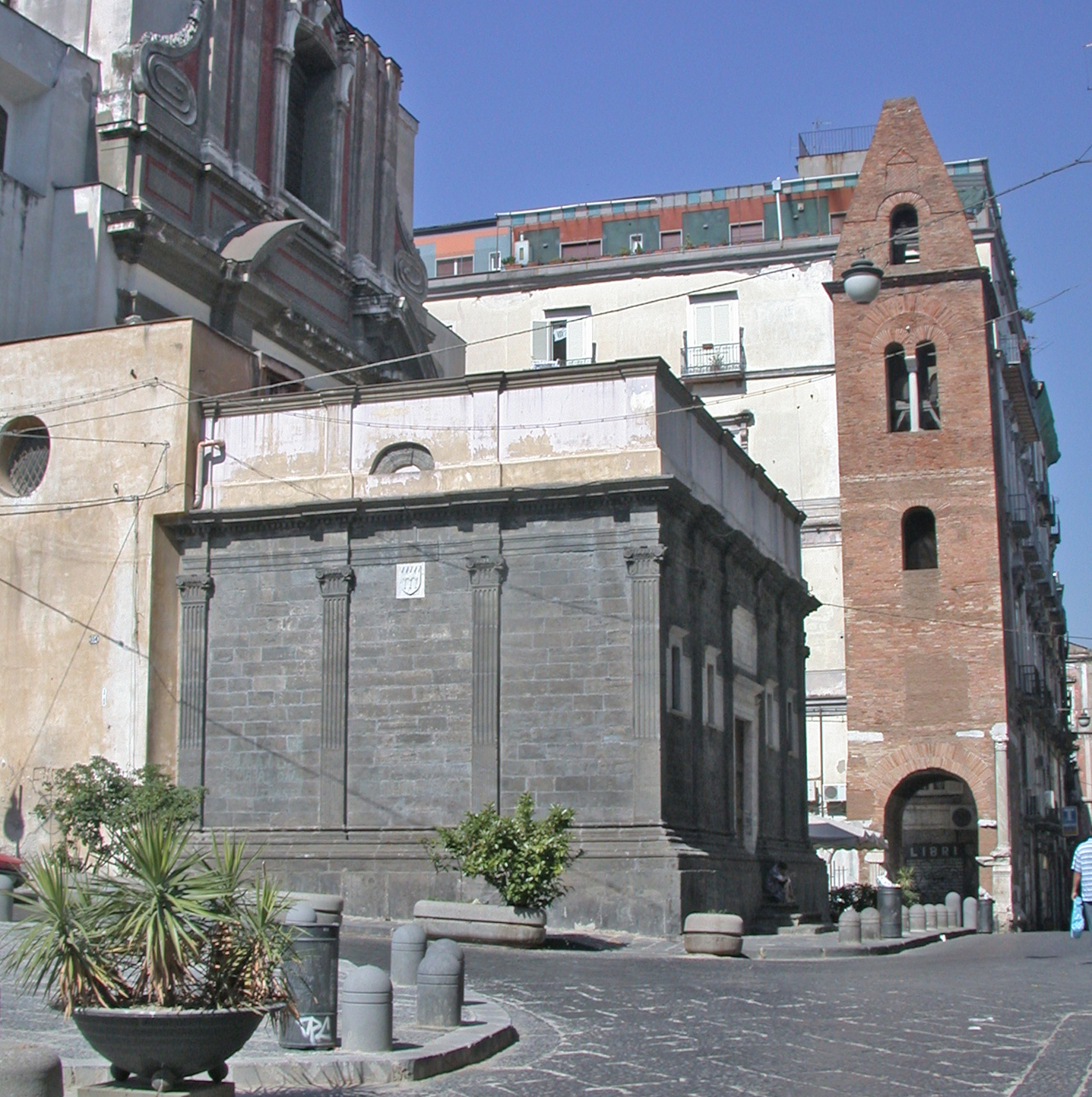
庞塔诺小堂与钟楼

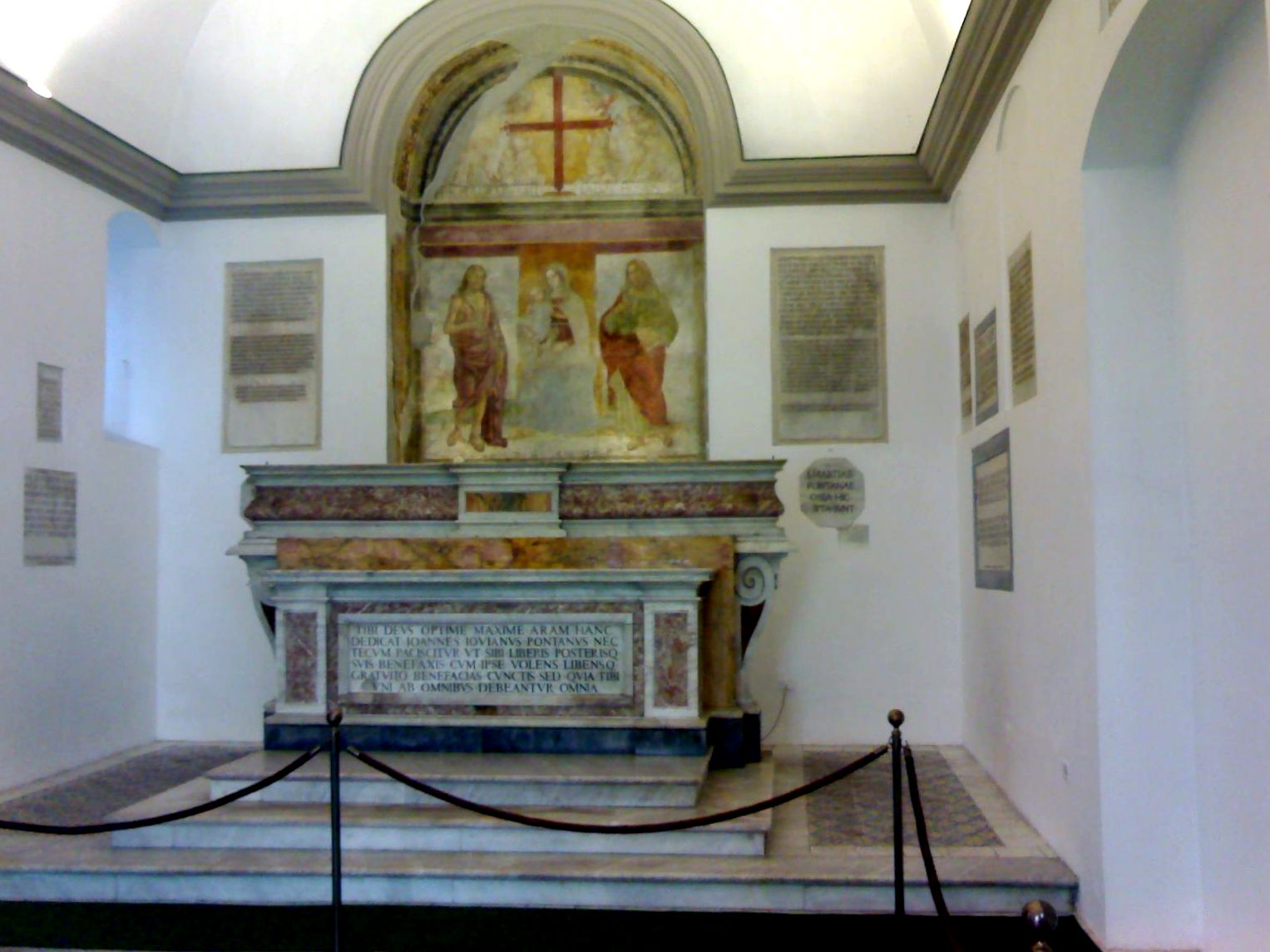
祭台

庞塔诺小堂由人文主义者、斐迪南一世的秘书乔瓦尼·庞塔诺（Giovanni Pontano）建于1492年，作为他的爱妻阿德里安娜·萨松的墓葬小堂。该建筑符合维特鲁威的长度与宽度的比例，建筑师是乔孔多兄弟和弗朗切斯科·迪乔治。其灰色石材的立面，与彼得拉桑塔圣母堂的明亮的立面形成对比。内部有珐琅地板。祭坛后面的湿壁画《圣母、圣若翰洗者与圣史若望》（1492年），是弗朗西斯科·西奇诺·达卡佐的作品。
40°51′00″N 14°15′16″E / 40.850124°N 14.254516°E
Template:那不勒斯地标